# Tidone
Le Tidone est un court torrent des Apennins de la province de Plaisance, affluent de droite du fleuve Pô.

## Parcours

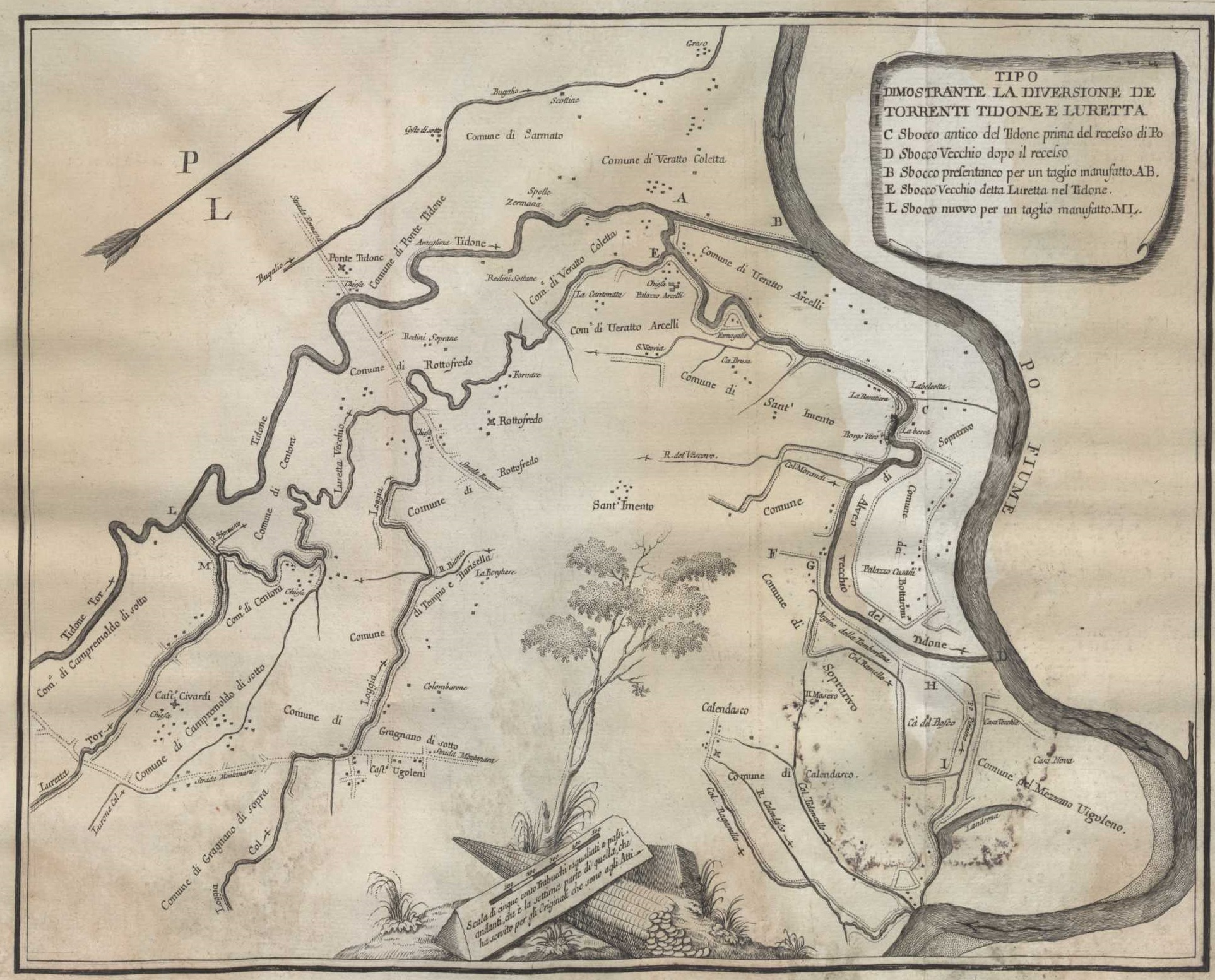
Carte du Tidone, 1750.

Il naît à plus de 1 000 m de sources situées sur le versant septentrional de mont Penice, dans l'Apennin ligure, en province de Pavie dans la commune de Menconico. Il court dans une étroite vallée (val Tidone), où est situé le petit bourg de Romagnese.
À proximité de Molato de Nibbiano, où sont les confins entre les provinces de Pavie et Piacenza, le barrage de Molato, construit dans les années 1920 a formé le lac de Trebecco, un bassin de 8 millions de m3 dont les eaux sont destinées à l’irrigation et à la production d’énergie électrique (5 millions de Kwh par an).
Après la traversée de Pianello Val Tidone, le  torrent abandonne les derniers reliefs de colline pour entreprendre un cours plutôt tortueux sur le bref parcours de plaine jusqu’à son embouchure dans le Pô près Veratto de Sarmato.
Le long de son cours le Tidone reçoit les apports des quelques brefs torrents, dont les plus importants sont  le Morcione, le Tidoncello, le Chiarone et la Luretta.

## Sources
1. ↑  (it) « Diga del Molato sotto la lente di ottanta ingegneri da tutto il mondo », 19 septembre 2019 (consulté le 14 septembre 2023)

- (it) Cet article est partiellement ou en totalité issu de l’article de Wikipédia en italien intitulé « Tidone » (voir la liste des auteurs).